# Каменкуца
Каменкуца (рум. Camencuța) — село в Глодянском районе Молдавии. Наряду с селами Дану и Николаевка входит в состав коммуны Дану.

## География
Село расположено на высоте 177 метров над уровнем моря.

## Население
По данным переписи населения 2004 года, в селе Каменкуца проживает 117 человек (60 мужчин, 57 женщин).
Этнический состав села:
| Национальность | Число жителей | Процентный состав |
| -------------- | ------------- | ----------------- |
| украинцы       | 95            | 81.2              |
| молдаване      | 18            | 15.38             |
| русские        | 4             | 3.42              |
| Всего          | 117           | 100%              |